# Sternotomis fairmairei
Sternotomis fairmairei är en skalbaggsart som beskrevs av Argod 1899. Sternotomis fairmairei ingår i släktet Sternotomis och familjen långhorningar. Inga underarter finns listade i Catalogue of Life.